# Jason Voorhees
Jason Voorhees é um assassino fictícioda série de filmes slasher Sexta-Feira 13 (em inglês:  Friday the 13th), um assassino monstruoso conhecido por usar uma máscara de hóquei no gelo e um facão como principal arma de ataque. Apareceu pela primeira vez no longa-metragem Friday the 13th (1980), dirigido por Sean S. Cunningham. Nesse filme, ele é retratado como o jovem filho da Sra. Voorhees, cozinheira do acampamento Crystal Lake que se tornou uma assassina em série. O personagem foi criado por Victor Miller, com contribuições de Ron Kurz, Tom Savini e Cunningham. Tornou-se o principal antagonista da série, embora essa não tenha sido a intenção original dos criadores. Posteriormente, foi representado em outras mídias, como livros, jogos eletrônicos e um filme crossover com outro personagem marcante do cinema de terror, Freddy Krueger.
Ele é o elemento central nos filmes e age sempre como figura antagônica, geralmente perseguindo e matando outros personagens ou, mais raramente, funcionando como ameaça psicológica para o protagonista, um conceito que foi melhor desenvolvido em Friday the 13th: A New Beginning. Na produção original, foi interpretado na versão infantil por Ari Lehman e, desde a segunda parte, passou a ser representado na fase adulta por diferentes atores e dublês, às vezes por mais de um no mesmo filme. Kane Hodder é o mais conhecido entre os dublês que o interpretaram, tendo-o já feito em quatro filmes consecutivos.
A aparência física de Jason sofreu muitas mudanças ao longo dos filmes, com vários artistas de efeitos especiais e maquiagem, entre eles Stan Winston, deixando sua marca no visual do personagem. A máscara de hóquei, seu acessório mais reconhecível, só passou a ser usada a partir de Friday the 13th Part 3. Desde Friday the 13th Part VI: Jason Lives, os cineastas deram-lhe força sobre-humana e outros poderes que o tornaram praticamente invencível. É um dos personagens mais perigosos que já existiram em filmes de terror, com uma das maiores contagens de mortes em comparação a outros vilões do gênero.
Entre os fatores que o impulsionam a matar, estão as ações imorais de suas vítimas e a raiva que sente em decorrência da infância trágica que teve. Em razão disso, algumas interpretações sugerem que ele desperta empatia no público. Sua máscara é uma imagem amplamente reconhecida na cultura popular e ele tornou-se o primeiro personagem fictício a receber um prêmio da MTV pelo conjunto de sua obra. Apareceu em listas de maiores vilões do cinema de terror publicadas por fontes como Wizard, Rolling Stone e Empire. Diversas empresas de brinquedos lançaram produtos com base nas diferentes versões de Jason. Além disso, ele é referenciado em filmes, programas de televisão, músicas e em vários outros meios culturais.

## Biografia ficcional
Jason Voorhees apareceu originalmente durante uma cena de pesadelo no primeiro filme da série Friday the 13th e se tornou o principal antagonista da franquia em suas sequências. Segundo informações reunidas pelo The Washington Post, Jason é filho de Pamela Sue Voorhees e Elias Voorhees. Nasceu prematuro, entre setembro e dezembro de 1946, à meia-noite de uma sexta-feira 13. Sua mãe acreditava que ele havia morrido afogado no lago do acampamento Crystal Lake em 1957, aos 11 anos. Ele sobreviveu e se tornou um homem grande, deformado, rude e silencioso. Há ainda a possibilidade de ter se afogado e voltado à vida para vingar a morte da mãe. Foi responsável por um alto número de mortes ao longo da série, atacando aqueles que tentavam reabrir o acampamento ou vagavam pela região de Crystal Lake. Morreu, aparentemente, várias vezes e passou por algumas ressurreições. Foi inserido em outros cenários no decorrer dos filmes, incluindo Nova Iorque e o espaço sideral. Além dos longas-metragens, foram publicados livros, quadrinhos e jogos eletrônicos que expandiram ou se basearam em algum aspecto menor do universo do personagem.

## Aparições

### 1980–1984: Quadrilogia original de filmes

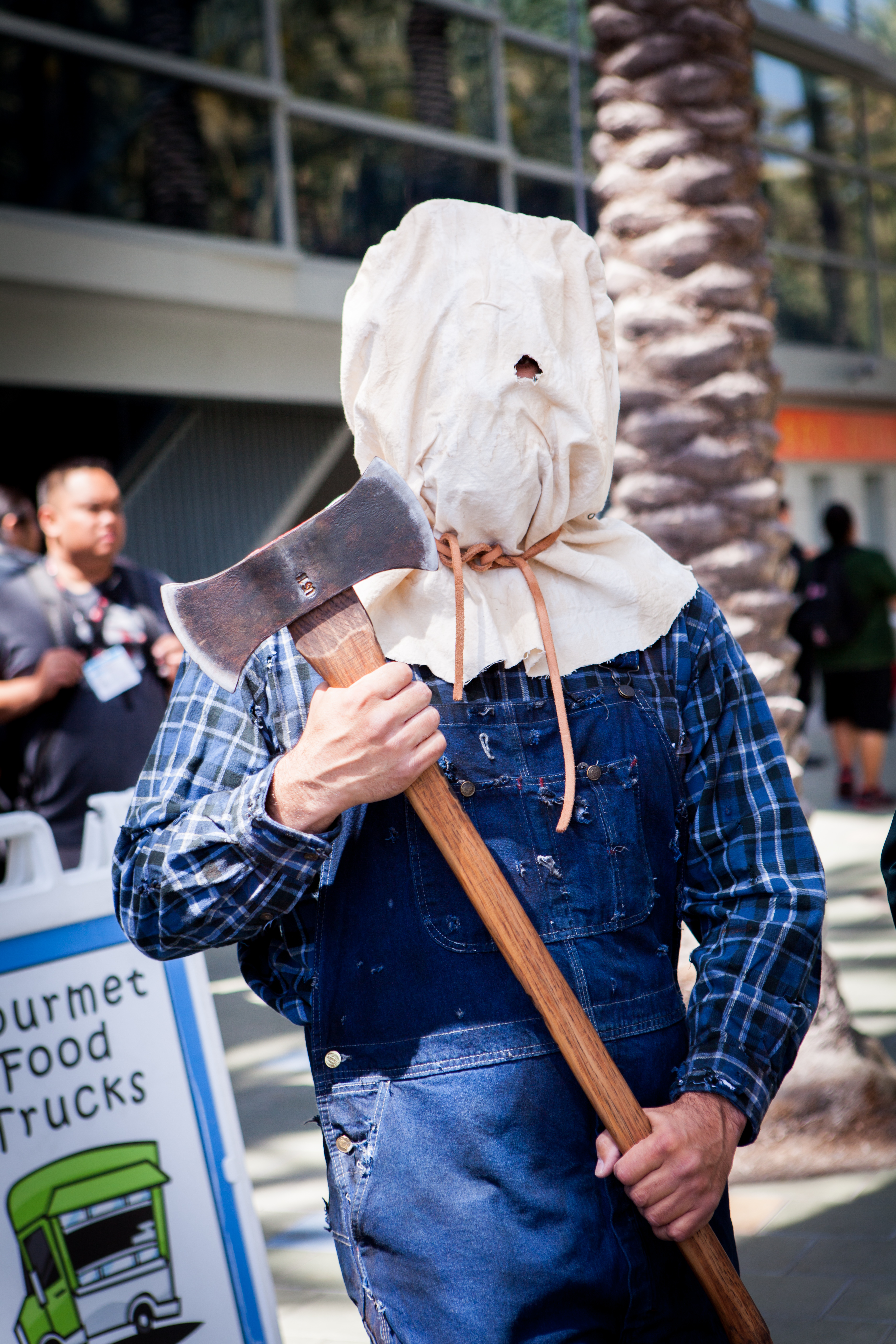
Em sua primeira versão adulta, como visto em Friday the 13th Part 2, Jason usa um saco na cabeça para cobrir o rosto.

Jason fez sua primeira aparição cinematográfica em Friday the 13th, lançado em 9 de maio de 1980. Neste filme, Jason (Ari Lehman) é apresentado nas memórias de sua mãe, Pamela Voorhees (Betsy Palmer), e como um pesadelo da protagonista, Alice (Adrienne King). Embora ainda não seja um personagem principal, ele é o catalisador da trama. A psicótica Sra. Voorhees busca vingança pelo afogamento de seu filho, atribuindo a culpa aos monitores do acampamento de Crystal Lake. A segunda aparição de Jason foi na sequência Friday the 13th Part 2 (1981), na qual revela-se que ele estava vivo. Agora adulto, Jason (interpretado por Steve Dash e Warrington Gillette) mata Alice como vingança por ela ter decapitado a mãe dele no filme anterior e retorna para Crystal Lake, onde vive como um eremita, protegendo o local de todos os intrusos. Cinco anos depois, um grupo de adolescentes chega para abrir um novo acampamento e Jason, que cobre o rosto com um saco, começa a assassiná-los. Ginny (Amy Steel), a única sobrevivente, encontra uma cabana improvisada na floresta com um santuário cercado por cadáveres e construído ao redor da cabeça decepada da Sra. Voorhees. Ginny escapa após acertar um facão no ombro de Jason, deixando-o imobilizado.
Em Friday the 13th Part 3, Jason (Richard Brooker) foge para uma propriedade próxima ao lago. Ao mesmo tempo, Chriss Higgins (Dana Kimmell) chega ao local acompanhada de alguns conhecidos. Jason, recluso e com o rosto à mostra, mata qualquer um que vagueie até o celeiro onde ele está escondido. Usando uma máscara de hóquei no gelo que toma de uma vítima, ele sai do celeiro para matar o restante do grupo. Chris acerta uma machadada no crânio de Jason, cujo corpo é encontrado pela polícia na manhã seguinte. Friday the 13th: The Final Chapter (1984) continua a história, mostrando Jason (Ted White), supostamente morto, sendo levado ao necrotério, onde desperta e mata um atendente e uma enfermeira. De volta a Crystal Lake, ataca um grupo de adolescentes que alugou uma casa na região. Ele então se volta contra Trish (Kimberly Beck) e o irmão dela, o pequeno Tommy Jarvis (Corey Feldman). Enquanto Trish distrai Jason, Tommy finalmente o mata com um facão. Como sugerido pelo título, este seria o filme que originalmente encerraria a saga de Jason, com a morte definitiva do personagem. Entretanto, a franquia foi reiniciada com uma nova sequência no ano seguinte.

### 1985–1993: Do quinto ao nono longa-metragem
Friday the 13th: A New Beginning (1985) segue Tommy (John Shepherd), que foi internado em um hospital psiquiátrico após os eventos de Final Chapter e vive em constante temor do retorno de Jason (Tom Morga), cujo corpo foi supostamente cremado. Roy Burns (Dick Wieand) usa a personalidade de Jason para se tornar um imitador dele na casa de recuperação para onde Tommy é transferido. Jason aparece apenas em sonhos e alucinações de Tommy. Em Friday the 13th Part VI: Jason Lives (1986), Tommy (Thom Mathews), fugitivo de uma instituição mental, visita o túmulo de Jason e descobre que o corpo foi enterrado em um cemitério perto de Crystal Lake. Ao tentar destruir o corpo, o jovem acaba por ressuscitar Jason (C.J. Graham) através de um pedaço de ferro que funciona como um para-raios. Agora dotado de habilidades sobre-humanas, Jason retorna a Crystal Lake (então renomeada Forest Green) e começa uma nova matança. Tommy atrai Jason até o lago, onde o vilão se afogou quando criança, e acorrenta-o a uma pedra no fundo da água. A amiga de Tommy, Megan Garris (Jennifer Cooke), corta o pescoço de Jason com uma hélice de barco.
Friday the 13th Part VII: The New Blood (1988) começa em um período não revelado após Jason Lives. Jason (Kane Hodder) é acidentalmente libertado de suas correntes pela telecinética Tina Shepard (Lar Park Lincoln), que tentava ressuscitar o próprio pai. Jason começa a matar novamente e, após uma batalha com Tina, é arrastado de volta para o fundo do lago por uma aparição do pai da moça. Em Friday the 13th Part VIII: Jason Takes Manhattan (1989), Jason é reanimado por meio de um cabo elétrico subaquático. Ele adentra uma embarcação de uma turma de formandos em viagem até Manhattan e começa a matá-los. Ao chegar em Nova Iorque, mata todos os sobreviventes, exceto Rennie (Jensen Daggett) e Sean (Scott Reeves), os quais persegue até os esgotos, onde morre submerso em lixo tóxico. Inexplicavelmente ressuscitado em Jason Goes to Hell: The Final Friday (1993), ele retorna a Crystal Lake e cai em uma emboscada preparada pelo FBI, sendo aparentemente destruído. No entanto, sobrevive por meio de possessão mística, passando seu coração demoníaco de um indivíduo para outro. Descobre-se que Jason tem uma irmã e uma sobrinha, Jessica Kimble (Kari Keegan), e que precisa delas para retornar a seu próprio corpo. Quando isso acontece, Jessica o golpeia com uma adaga mágica e ele é arrastado para o Inferno.

### 2001–2009: Décimo filme,crossovere refilmagem

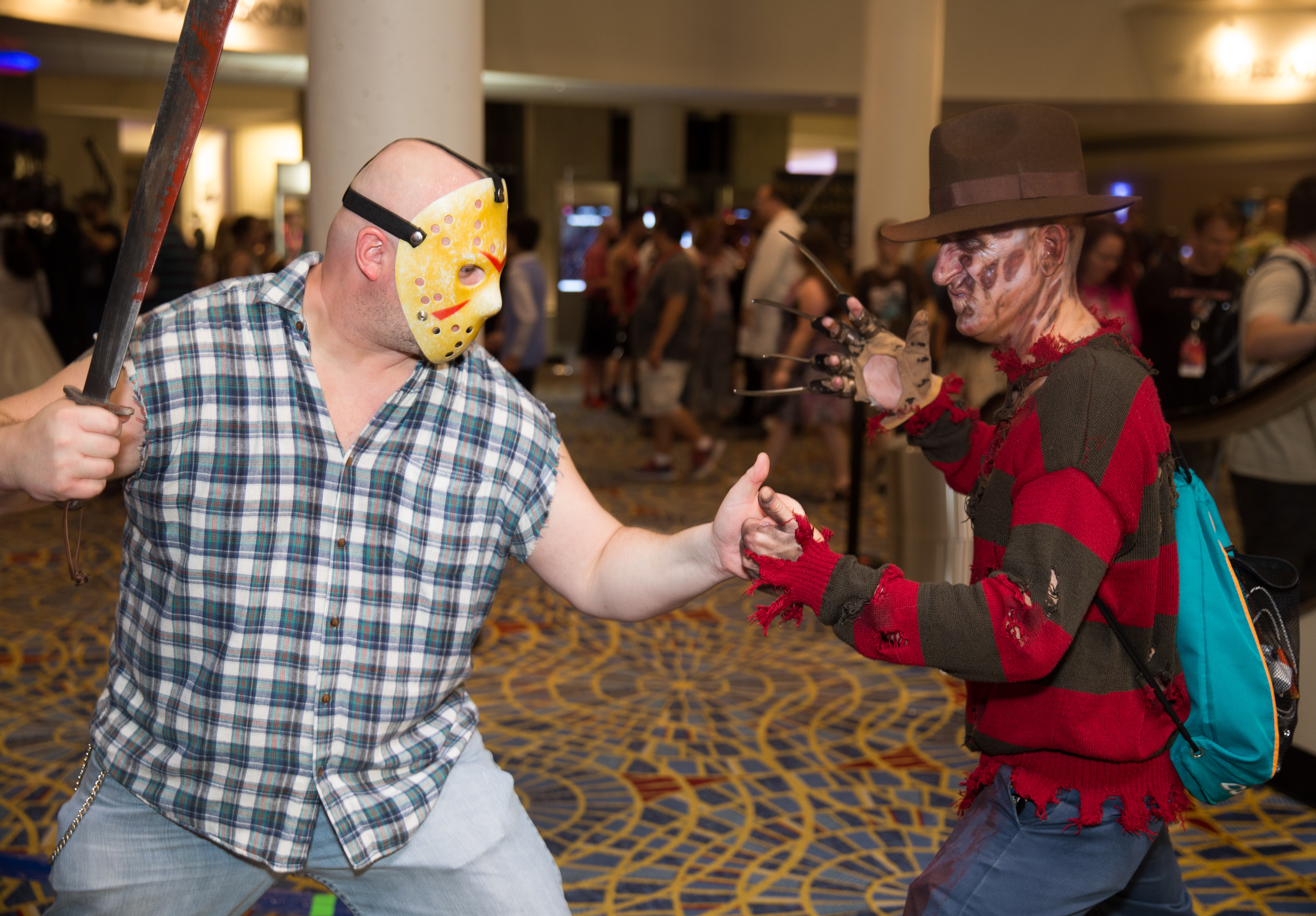
Cosplayers representando a luta entre Jason e Freddy.

O enredo de Jason X (2001) tem o início ambientado em 2010, quando Jason (interpretado por Hodder pela última vez), novamente ressuscitado, é objeto de estudo em uma instalação de pesquisa depois de ter sido capturado pelo governo dos Estados Unidos. É descoberto que o vilão possui capacidades regenerativas e que a única solução possível para detê-lo é a suspensão criogênica. Jason escapa e mata todos os seus captores, exceto Rowan (Lexa Doig). Ele perfura a câmara de criogenia com seu facão, congelando a si mesmo e a Rowan. Passam-se 445 anos, uma equipe de estudantes descobre o corpo de Jason e o leva para uma espaçonave, onde ele é descongelado e começa a matar a tripulação. A certa altura, Jason é aprimorado por um processo de nanotecnologia regenerativa, que lhe dá um corpo de metal impenetrável. Ele é ejetado para o espaço e incinerado na atmosfera do planeta Terra Dois.
Freddy vs. Jason (2003) é um filme crossover no qual Jason (Ken Kirzinger) luta contra o vilão Freddy Krueger (Robert Englund), da série A Nightmare on Elm Street, um assassino sobrenatural que mata pessoas em seus sonhos. Krueger enfraqueceu, pois os jovens de sua cidade natal, Springwood, deixaram de temê-lo. Ele ressuscita Jason, que estava no Inferno, personifica a mãe do assassino (Paula Shaw) e o envia para Springwood para causar pânico e medo. Jason cumpre a tarefa, mas se recusa a deixar Freddy liderar a matança. Uma batalha começa tanto no mundo dos sonhos quanto em Crystal Lake. Jason sai do lago segurando a cabeça decepada de Freddy, que pisca e ri, tornando ambígua a identidade do vencedor.
Na versão de 2009 de Friday the 13th, o pequeno Jason (Caleb Guss) testemunha em 1980 a decapitação de sua mãe (Nana Visitor) e decide seguir os passos dela, matando qualquer um que venha para a região de Crystal Lake. Agora adulto, Jason (Derek Mears) sequestra Whitney Miller (Amanda Righetti), uma moça que o assassino acha muito parecida com a mãe dele, e a mantém aprisionada em túneis subterrâneos. Meses depois, o irmão de Whitney, Clay (Jared Padalecki), chega a Crystal Lake e a resgata. Whitney usa contra Jason a devoção que ele tem pela mãe e se aproveita da semelhança que tem com ela para distraí-lo. Ela então o acerta mortalmente com seu próprio facão. Quando o corpo de Jason é jogado no lago, ele emerge da água para agarrar Whitney e seus destinos permanecem desconhecidos.

### 1982-2005: Adaptações literárias
Fora do cinema, Jason apareceu pela primeira vez na romantização de Friday the 13th Part 3, escrita por Michael Avallone e publicada em 1982. O autor escolheu usar um final alternativo do filme; a sobrevivente Chris, que está na canoa, ouve a voz de Rick e imediatamente corre de volta para casa. Quando ela abre a porta, depara-se com Jason, que a decapita com um facão. Em seguida, Jason apareceu na romantização de Jason Lives (1986), de Simon Hawke, que também adaptou os três primeiros filmes da franquia em 1987 e 1988. O livro Jason Lives notabilizou-se por apresentar o pai de Jason, Elias Voorhees, um personagem cuja aparição estava prevista no filme, mas foi cortada pelo estúdio. No romance, em vez de cremar o corpo de Jason, Elias o enterrou. Em 1994, foram lançados quatro romances para jovens adultos. Intitulados Friday the 13th, eles não apresentam Jason explicitamente, mas giram em torno de pessoas sendo possuídas pelo assassino ao colocarem sua máscara.
Em 2003 e 2005, a Black Flame lançou romantizações de Freddy vs. Jason e Jason X, respectivamente. Em 2005, a editora começou a publicar uma nova série de romances, alguns publicados sob o título Jason X e outros, intitulados Friday the 13th. A série Jason X consistiu em quatro sequências da romantização do filme. Jason X: The Experiment foi o primeiro publicado. No livro, Jason é capturado pelos militares, que tentam usar os poderes regenerativos dele para criar um exército de "supersoldados"; Planet of the Beast segue os esforços do Dr. Bardox e sua equipe na tentativa de clonar o corpo de Jason em coma e o horror instaurado quando ele desperta; Death Moon gira em torno do chegada de Jason em Moon Camp Americana, uma escola para adolescente rebeldes; e em To The Third Power, ele é descoberto abaixo de uma prisão e acidentalmente despertado. Neste último livro, Jason tem um filho chamado Free Jefferson, concebido por meio de uma forma de inseminação artificial.
Sem conexão com a série Jason X e sem dar continuidade às histórias dos filmes, a série de romances Friday the 13th promoveu o personagem à sua própria maneira. Em Church of the Divine Psychopath, Jason é ressuscitado por um culto religioso. O vilão está preso no Inferno quando o assassino em série recentemente executado Wayne Sanchez o persuade a ajudá-lo a retornar à Terra em Hell Lake. Em Hate-Kill-Repeat, dois assassinos em série religiosos tentam encontrar Jason em Crystal Lake, acreditando que os três compartilham o mesmo desprezo por aqueles que quebram o código moral. Em The Jason Strain, Jason é colocado em uma ilha junto a um grupo de condenados forçados a participar de um reality de televisão mortal. A personagem Pamela Voorhees retorna da sepultura em Carnival of Maniacs. Ela está em busca de Jason, que agora faz parte de um show secundário itinerante e está prestes a ser leiloado pelo lance mais alto.

### 1993-2009: Histórias em quadrinhos
Jason fez sua estreia nas revistas em quadrinhos em 1993, na adaptação de Jason Goes to Hell, escrita por Andy Mangels; tratava-se de uma versão condensada do filme, com adição de alguns diálogos que procuravam esclarecer pontos não explorados no longa-metragem. Fora das adaptações diretas dos filmes, Jason apareceu pela primeira vez no quarto número do gibi Satan's Six, também publicado em 1993, cujo enredo tem elementos que permitem considerá-lo como uma continuação dos eventos de Jason Goes to Hell. Nancy A. Collins escreveu em 1995 uma minissérie não canônica de três edições envolvendo um encontro entre Jason e Leatherface, o vilão da franquia The Texas Chainsaw Massacre. Na história, Jason se esconde a bordo de um trem, depois de sair de Crystal Lake quando a área é drenada devido ao despejo de lixo tóxico pesado. Ele conhece Leatherface, que o adota em sua família depois que os dois se tornam amigos. Eventualmente, eles voltam-se um contra o outro.
Em 13 de maio de 2005, a Avatar Press começou a publicar novos quadrinhos da franquia. Friday the 13th, escrito por Brian Pulido e ilustrado por Mike Wolfer e Greg Waller, se passa após os eventos de Freddy vs. Jason, no qual os irmãos Miles e Laura Upland herdaram Camp Crystal Lake. Sabendo que Jason causou a destruição recente, Laura sai para matar Jason usando um grupo paramilitar, para que ela e o irmão possam vender a propriedade. Uma minissérie em três edições intitulada Friday the 13th: Bloodbath foi lançada em setembro do mesmo ano. Escrita por Pulido e ilustrada por Wolfer e Andrew Dalhouse, a história envolve um grupo de adolescentes vindos de Camp Tomorrow, um acampamento situado em Crystal Lake, para trabalhar e ter um "fim de semana cheio de festas". Eles descobrem que compartilham experiências familiares comuns e logo despertam Jason, que os persegue. Pulido também escreveu Jason X, lançado em outubro de 2005. Depois dos eventos do filme homônimo, Über-Jason está agora na Terra Dois, onde uma engenheira biológica tenta subjugá-lo, na esperança de que ela possa usar o tecido regenerativo dele para salvar a própria vida e a vida daqueles que ama. Em fevereiro de 2006, a Avatar publicou Friday the 13th: Jason vs. Jason X. Escrita e ilustrada por Wolfer, a história se passa após os eventos do filme Jason X; uma equipe de resgate descobre e desperta o Jason "original" regenerado, que é atraído pelo Über-Jason e os dois batalham até a morte. Em junho de 2006, foi lançada uma revista one-shot intitulada Friday the 13th: Fearbook, escrita por Wolfer e com arte de Sebastian Fiumara. O enredo mostra Jason sendo capturado e usado para experimentos pela Trent Organization; ele foge e procura Violet, a sobrevivente de Friday the 13th: Bloodbath, que está contida na sede da Trent em Crystal Lake.
Entre 2006 e 2008 o selo Wildstorm da DC Comics começou a publicar novas histórias em quadrinhos sobre Jason intituladas Friday the 13th. Inicialmente foi lançada uma minissérie de seis edições narrando o retorno de Jason ao acampamento de Crystal Lake, que está sendo preparado para ser reaberto por um grupo de adolescentes contratados por um empresário. Fenômenos paranormais ocorrendo em Crystal Lake e as ações de Jason são impulsionadas por espíritos vingativos de uma tribo nativa americana ancestral exterminada por colonos na localidade. Em 2007 foi lançado o especial em duas edições Friday the 13th: Pamela's Tale, que narra a jornada de Pamela Voorhees ao acampamento de Crystal Lake e o que ocorreu durante sua gravidez de Jason, enquanto ela dá carona para Annie, uma monitora que foi morta no filme original. Outro especial de duas partes, intitulado Friday the 13th: How I Spent My Summer Vacation foi publicado no mesmo ano e fornece uma nova visão sobre a psicologia de Jason quando ele faz amizade com um menino portador de uma deformidade craniana. No ano seguinte, foi lançada a minissérie de duas edições Friday the 13th: Bad Land, escrita e ilustrada por Ron Marz e Mike Huddleston, respectivamente. A publicação apresenta Jason perseguindo um trio de adolescentes andarilhos que se abrigam de uma tempestade no acampamento de Crystal Lake e também baseia-se na ideia de uma maldição indígena no local. Em Abuser and the Abused, também de 2008, uma adolescente constantemente abusada por todos à sua volta segue o exemplo de Jason e massacra seus algozes, tendo que enfrentar o próprio vilão em seguida.
Freddy vs. Jason vs. Ash, uma série de seis edições publicada pela Wildstorm entre 2007 e 2008, é estrelada pelos dois assassinos e o personagem Ash Williams, da franquia Evil Dead. Nesta história, Freddy está preso na mente de Jason e percebe que a única maneira de reviver é através do Necronomicon, que está escondido na casa dos Voorhees. Ele usa visões da mãe de Jason para manipulá-lo a recuperar o livro. Ash, que está trabalhando em uma mercearia local em Crystal Lake, descobre a existência do livro e se propõe a destruí-lo. Uma sequência de Freddy vs. Ash, com o subtítulo The Nightmare Warriors, foi disponibilizada no ano seguinte. Jason escapa do fundo do lago para retomar sua caçada por Ash, mas é capturado pelo governo dos EUA. Freddy o ajuda a escapar e o nomeia general de seu exército Deadite, usando o Necronomicon para curar seus ferimentos acumulados e decomposição, o que remove suas deformidades naturais no processo. No clímax da história, Jason luta contra seu inimigo Tommy Jarvis e sua sobrinha-neta Stephanie Kimble; Stephanie o empala e Tommy o decapita, mas o corpo do vilão desaparece.

## Conceito e criação

### Criando um monstro

O artista de maquiagem Tom Savini aplica efeitos no ator Ari Lehman, criando a aparência do jovem Jason Voorhees visto no filme original.

Criado inicialmente pelo roteirista Victor Miller, o design final de Jason foi um esforço combinado de Miller, Ron Kurz e Tom Savini. O nome "Jason" é uma combinação de "Josh" e "Ian", os dois filhos de Miller, e "Voorhees" foi inspirado por uma garota que Miller conheceu no colégio cujo sobrenome era Voorhees. O roteirista concluiu que era um "nome que soava assustador", sendo perfeito para seu personagem. Miller inicialmente escreveu Jason como uma criança de aparência normal, mas a equipe por trás do filme decidiu que ele deveria ser deformado. O escritor explicou que Jason não estava destinado a se tornar uma criatura da "Lagoa Negra" em seu roteiro e o escreveu como um menino com deficiência mental; foi Savini quem tornou Jason deformado. Kurz confirmou que o Jason original de Miller era uma criança normal, mas afirma que foi ideia dele transformar Jason em uma "criatura mongoloide" e fazê-lo "saltar do lago no final do filme". Mais tarde, Miller concordou que o final não teria sido tão efetivo se o personagem fosse "uma linda criança loira parecida com Betsy Palmer aos oito anos". Miller escreveu uma cena em que Alice sonha que é atacada em uma canoa por Jason, e então ela acorda em uma cama de hospital. A intenção de Miller era chegar o mais próximo possível do final de Carrie. Savini acreditava que ter Jason emergindo da água seria psicologicamente perturbador para o público e, tendo em vista que Alice deveria estar sonhando, a equipe poderia ter a liberdade criativa de acrescentar o que quisesse naquele momento.
Na ocasião da escolha do ator que interpretaria Jason no filme original, Ari Lehman, com 14 anos na época, chegou para fazer um teste para o personagem Jack. Lehman já havia recebido um papel na comédia Manny's Orphans, também dirigida por Cunningham. Antes que ele pudesse começar o teste, o cineasta chegou e ofereceu-lhe um papel diferente: Jason. Sem que o ator tenha lido uma única palavra, Cunningham simplesmente olhou para ele e disse: "Você tem o tamanho certo, você conseguiu". No primeiro Friday the 13th, Ari é visto apenas durante um breve flashback como o final surpresa. Os atores que interpretaram Jason em versão jovem posteriormente foram Timothy Burr Mirkovich em Jason Takes Manhattan, Spencer Stump em Freddy vs. Jason e Caleb Guss, na versão de 2009. Vários atores interpretaram Jason adulto, alguns sem crédito, outros com grande orgulho de suas performances. Devido às demandas físicas que o personagem adulto requer e à falta de profundidade emocional retratada, muitos dos intérpretes eram dublês. O mais conhecido entre eles é Kane Hodder, que já foi citado como o melhor a desempenhar o papel.
Muitas ideias foram sugeridas para a sequência de Friday the 13th, entre as quais torná-lo parte de uma cinessérie homônima na qual cada filme subsequente teria sua história própria e sem relação com os filmes anteriores. Phil Scuderi, um dos produtores da obra original, sugeriu a volta de Jason no segundo filme. O diretor Steve Miner concluiu que esse seria o direcionamento óbvio para série, pois sentiu que o público queria saber mais sobre a criança que atacou Alice no lago. Miner definiu que a figura vista no sonho de Alice não era o "Jason real" e que, na verdade, o personagem sobreviveu ao afogamento quando menino e cresceu. Depois de matar Jason em The Final Chapter, era intenção do diretor Joseph Zito propiciar ao estúdio a oportunidade de fazer mais filmes com Tommy Jarvis como principal antagonista. O roteirista Barney Cohen concordou que Jarvis se tornaria um bom substituto para Jason, mas a ideia nunca foi totalmente desenvolvida em A New Beginning. O diretor e corroteirista Danny Steinmann não gostou da ideia de descartar Jason, mas decidiu usar o medo que Tommy tinha do vilão como o principal elemento da história.
O conceito de um novo assassino foi imediatamente abandonado em Jason Lives, uma vez que A New Beginning não gerou o "sucesso criativo" que o estúdio procurava. O produtor executivo Frank Mancuso Jr. exigiu que o diretor do novo filme, Tom McLoughlin, encontrasse uma maneira de trazer Jason de volta à vida. Em mais uma alteração de continuidade da série, McLoughlin optou por ignorar a ideia de que Jason havia sobrevivido ao afogamento, e decidiu apresentá-lo como uma criatura que sempre teve algum tipo de força sobrenatural, transformando-o em uma espécie de zumbi. Desde A New Beginning, nenhuma sequência tentou substituir Jason como o principal antagonista. Miller, que não viu nenhuma das sequências, questionou todas elas por terem feito de Jason o vilão. O escritor acredita que a maior qualidade de seu roteiro era ser sobre uma mãe vingando a morte sem sentido de seu filho. Miller afirmou: "Jason estava morto desde o início; ele era uma vítima, não um vilão".

### Os homens por trás da máscara
Então, eu fui do papel principal para papel nenhum. Nem preciso dizer que fiquei desapontado. Eu disse apenas: 'Que diabos?'

— Steve Daskawisz, sobre a perda de crédito na tela

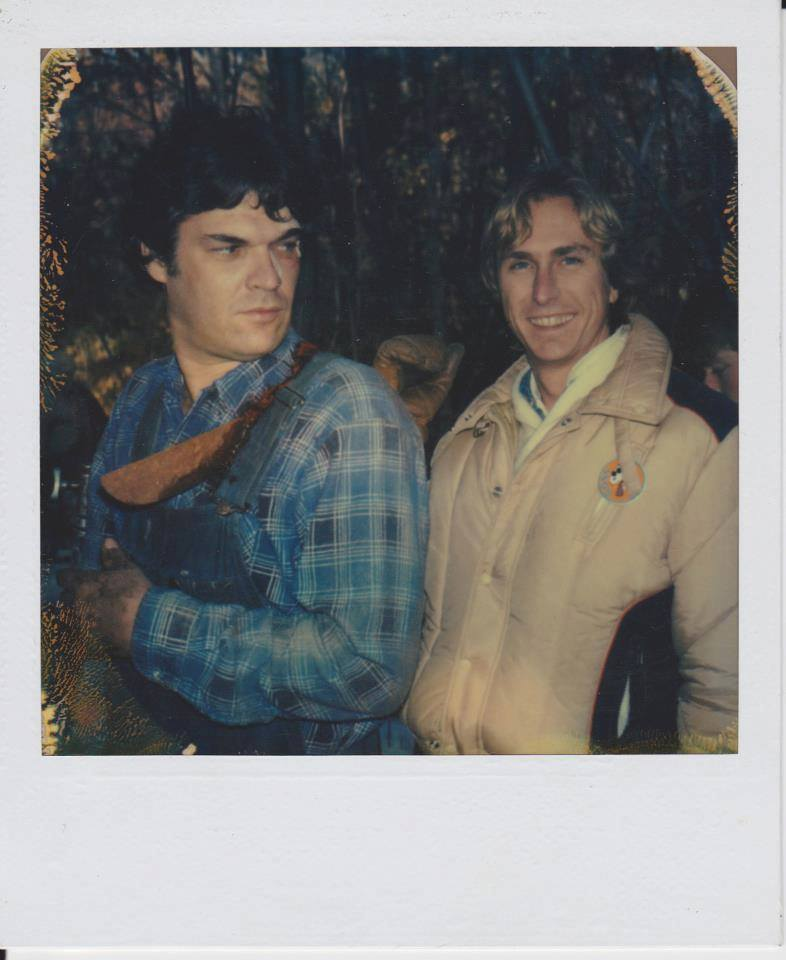
O dublê Steve Daskawisz (à esquerda) foi um dos primeiros intérpretes da versão adulta de Jason. Na imagem, ele está com o figurino do personagem.

Jason Voorhees passou de criança falecida a homem adulto em Friday the 13th Part 2 e Warrington Gillette foi contratado para interpretá-lo. Gillette havia feito o teste para o papel de Paul, o qual acabou ficando com John Furey. Com base em sua formação na Escola de Dublês de Hollywood, ele recebeu o papel de Jason. Inicialmente, Gillette não estava seguro quanto ao personagem, mas a ideia de estrelar seu primeiro filme o entusiasmou, além de ele também ter achado o papel divertido. Tornou-se aparente que Gillette não conseguiria realizar as cenas de ação necessárias, o que levou o coordenador de dublês a contratar um novo intérprete para o antagonista, Steve Daskawisz, que filmou todas as cenas, exceto a sequência de abertura e a tomada da revelação do rosto no final. Gillete retornou para as cenas em que o rosto do personagem é exibido. Gillette recebeu crédito por interpretar Jason, enquanto Daskawisz foi creditado como dublê. Quando a terceira parte foi lançada no ano seguinte, Daskawisz foi oficialmente creditado como Jason pelo uso de imagens de arquivo do filme anterior. Inicialmente, Daskawisz foi convidado a retornar ao papel no terceiro longa-metragem, mas a produção teria exigido que ele pagasse seu próprio transporte e hospedagem durante as filmagens. Por ter garantido uma participação em Guiding Light, o dublê recusou.
Querendo um Jason "maior e mais forte" e que também fosse "mais atlético e poderoso", Steve Miner contratou o ex-trapezista britânico Richard Brooker. Depois de uma conversa, Miner decidiu que Brooker era a pessoa certa para o trabalho. Por ter chegado recentemente ao país, o artista acreditava que "interpretar um assassino psicopata" era a melhor maneira de entrar no mundo do cinema. Brooker foi o primeiro intérprete a usar a máscara de hóquei, que tornou-se a característica mais marcante de Jason. Brooker comentou: "Eu me senti muito bem com a máscara. Senti-me realmente como Jason, porque não tinha nada para usar antes disso". Para The Final Chapter, Joseph Zito trouxe seu próprio toque para o personagem, o que exigia um "dublê de verdade e hardcore", com Ted White contratado para desempenhar o papel. White, que só aceitou o trabalho pelo dinheiro, "entrou na psicologia de Jason" quando chegou ao local de filmagem. Uma de suas técnicas consistiu em ficar um bom tempo sem falar com nenhum dos outros atores. Ele não teve uma experiência agradável durante as filmagens e desentendeu-se seriamente com o diretor quando este manteve Judie Aronson, intérprete de Samantha, nua no lago por um longo período. Descontente com sua participação no filme, White teve seu nome removido dos créditos. Assim como em Friday the 13th Part 2, houve discussão sobre quem interpretou o papel em A New Beginning, em parte porque Jason não é o antagonista literal do filme; quando Ted White recusou a proposta de voltar, Dick Wieand foi escalado. Wieand é creditado como Roy Burns, o verdadeiro assassino do filme, mas foi o dublê Tom Morga que atuou nos poucos momentos em que Jason aparece, bem como retratou Roy em quase todas as cenas com a máscara. Wieand falou abertamente sobre sua falta de entusiasmo com seu papel; sentindo-se alienado durante as filmagens, ele passou a maior parte do tempo em seu trailer. Em contrapartida, Morga apreciou seu momento como Jason e procurou assegurar-se de "realmente entrar no personagem".

É como se de repente você colocasse um uniforme de beisebol e fosse o arremessador no nono turno da World Series. É uma sensação incrível.

— C. J. Graham, sobre sua experiência como Jason
Um gerente de boate de Glendale, C.J. Graham, foi entrevistado para o papel em Jason Lives, mas inicialmente recusou porque não tinha experiência como dublê. Dan Bradley foi contratado, mas os executivos da Paramount consideraram que ele não tinha o físico certo para desempenhar o papel, e Graham foi contratado para substituí-lo. Embora Bradley tenha sido substituído no início das filmagens, ele pode ser visto na sequência de paintball do filme. Graham decidiu realizar a maioria de suas próprias cenas mais arriscadas, incluindo aquela em que Jason pega fogo enquanto luta contra Tommy no lago. O restante do elenco elegiou Graham, observando que ele nunca reclamou durante todas as situações desconfortáveis em que foi colocado. Ele não tinha intenção de se tornar ator ou dublê, mas a ideia de interpretar o "cara mau" e a oportunidade de usar as próteses, o intrigou. Graham não retornou para repetir o papel, mas já foi mencionado várias vezes que ele tem orgulho de ter interpretado o personagem.

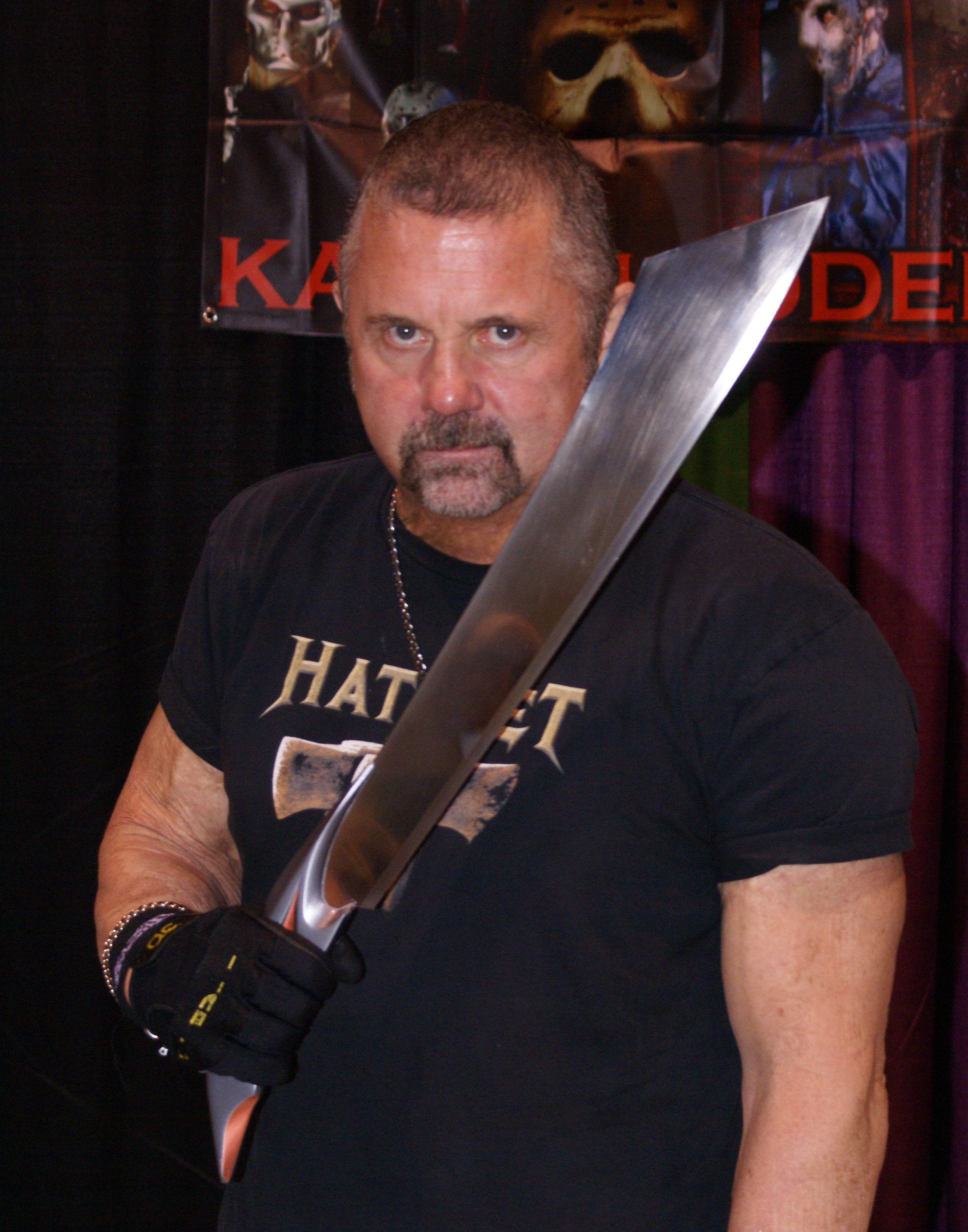
Kane Hodder é o ator que interpretou Jason por mais vezes na franquia, do sétimo ao décimo filme.

Kane Hodder assumiu o papel em The New Blood e interpretou Jason nos próximos três filmes. Anteriormente, ele havia trabalhado com o diretor John Carl Buechler no filme de horror Prison (1987). Com base em sua experiência de trabalho com Hodder, Buechler solicitou a Mancuso Jr. que o contratasse, mas Mancuso estava apreensivo com o tamanho limitado de Hodder. Sabendo que planejava usar próteses de corpo inteiro, Buechler agendou uma teste de elenco, o primeiro na história de Friday the 13th para o personagem, e Mancuso imediatamente aprovou Hodder ao vê-lo. Buechler argumentou que Hodder deu a Jason sua primeira personalidade verdadeira, com base nas emoções, especificamente a raiva, que Hodder transmitiria em sua atuação. De acordo com Hodder, ele queiria "entrar em contato com a sede de vingança de Jason" e tentar entender melhor sua motivação para matar. Depois de assistir aos filmes anteriores, o ator decidiu que abordaria Jason como um indivíduo mais "rápido e ágil" do que aquele que havia sido retratado nas outras sequências. Buechler considerava que Kane tinha "afinidade natural com o papel", tanto que a aparência de Kane, ao usar a máscara, muitas vezes aterrorizava o elenco, a equipe e, em um incidente, um estranho solitário que encontrou na caminhada de volta para seu trailer. A princípio, Mancuso e a produtora Barbara Sachs planejaram usar um dublê canadense para Jason Takes Manhattan. Hodder solicitou pessoalmente a autorização para ele repetir o papel e a decisão final foi deixada para o diretor Rob Hedden, que já pretendia escalar Hodder, pois eles considerava que o ator conhecia a tradição da série. Com o retorno de Sean Cunningham como produtor de Jason Goes to Hell, Hodder sentiu que suas chances de reprisar o papel eram ainda maiores, uma vez que ele havia trabalhado por vários anos como coordenador de dublês para Cunningham. Além disso, Adam Marcus, o diretor de Jason Goes to Hell, sempre teve a intenção de contratá-lo para o papel. Jason X marcaria a última atuação de Hodder como Jason, até o momento. Todd Farmer, que roteirizou Jason X, sabia que Hodder interpretaria o assassino desde o início. O diretor Jim Isaac era fã do trabalho de Hodder nos filmes anteriores, assim, contratá-lo foi uma decisão fácil.
A New Line Cinema acreditava que Freddy vs. Jason precisava de um recomeço e escolheu um novo ator para Jason. Cunningham discordou dessa decisão, acreditando que Hodder era a melhor escolha para o papel. Hodder recebeu o roteiro e teve uma reunião com o diretor Ronny Yu e os executivos da New Line, mas Matthew Barry e Yu decidiram que o papel deveria ser reformulado para se adequar à imagem que Yu tinha de Jason. Segundo Hodder, a New Line não lhe esclareceu o motivo da reformulação, mas Yu explicou que queria um Jason mais lento e deliberado e com menos dos movimentos agressivos que Hodder havia usado nos filme anteriores. O diretor e o executivo de desenvolvimento Jeff Katz reconheceram o descontentamento dos fãs com a substituição de Hodder, porém, contrataram um novo ator mesmo assim.
O papel foi desempenhado por Ken Kirznger, um dublê canadense que trabalhou em Jason Takes Manhattan. Há relatos conflitantes sobre o motivo pelo qual Kirzinger foi escalado. De acordo com Yu, o dublê foi escolhido por ser mais alto que Robert Englund, o intérprete de Freddy Krueger. Kirzinger tem 1,96 metros, em comparação aos 1,91 metros de Hodder, e Yu queria um ator que pudesse se erguer sobre Englund, que tem 1,78 metros. Kirzinger cogita que sua experiência na oitava parte o ajudou a ser escalado, uma vez que ele foi dublê de Hodder em duas cenas do filme, mas também acredita que pode ter conseguido o trabalho simplesmente por ter sido bem avaliado nos testes. Embora tenha sido contratado pela equipe criativa, a New Line não o escalou oficialmente até vê-lo no filme pela primeira vez. A primeira cena de Kirzinger mostrava Jason caminhando na Rua Elm. A New Line queria um movimento específico no andar de Jason, Kirzinger atendeu a tal expectativa e assinou um contrato com o estúdio. Entretanto, a preocupação de que o público de teste ficasse confuso com o final original do filme fez com que a cena final fosse refilmada. O ator Douglas Tait foi trazido para filmar o novo desfecho, visto que ele estava disponível para a regravação e foi a segunda escolha da produção para retratar Jason durante a seleção de elenco original.
Para a refilmagem de 2009, o dublê Derek Mears foi contratado para interpretar Jason por recomendação do supervisor de efeitos especiais e maquiagem Scott Stoddard. O comportamento agradável de Mears deixou o estúdio preocupado quanto à sua capacidade de representar uma figura tão ameaçadora na tela, mas Mears garatiu que era capaz de desempenhar o papel. Ele afirmou que tentou fazer pequenas homenagens a alguns dos antigos intérpretes, emulando em sua atuação certos trejeitos de Brooke, Graham e Hodder. Também relatou que se casou na época das filmagens, o que levou outro dublê a interpretar Jason por um dia. Além disso, contou que foi subsituído por Chris, um amigo, em algumas cenas menores. Segundo Mears, interpretar Jason é semelhante ao trabalho de máscara grega, no qual a máscara e o ator seriam duas entidades separadas que tornavam-se uma só quando unidas; assim, dependendo de cada cena, haveria várias combinações de máscaras e ator na performance.

### Aspectos visuais
A aparência física de Jason Voorhees passou por várias mudanças ao longo da série de filmes, algumas sutis e outras radicais. Em Friday the 13th, a tarefa de criar o visual do antagonista ficou a cargo de Savini, cujo design para Jason foi inspirado por alguém que Savini conheceu quando criança, cujos olhos e orelhas não se alinhavam corretamente. O projeto original previa que o antagonista tivesse cabelo, mas Savini e sua equipe decidiram torná-lo careca, para que ele se parecesse com uma "cabeça de alfinete mongoloide hidrocefálica", com um crânio em forma de cúpula. Savini criou um molde de gesso da cabeça de Ari Lehman e usou-o para criar próteses para seu rosto. O ator pessoalmente espalhou lama do fundo do lago por todo o corpo para que ficasse com um aparência "realmente viscosa".
Para a segunda parte, Steve Miner pediu que o supervisor de efeitos de maquiagem, Carl Fullerton, mantivesse o design original de Savini; Fullerton teve apenas um dia para projetar e esculpir uma nova cabeça. Ele desenhou um esboço de como acreditava que Jason deveria ser, e teve a aprovação de Miner. Fullerton acrescentou cabelos longos ao personagem. Gillette teve que passar horas em uma cadeira enquanto formas de borracha eram aplicadas em todo o rosto, e teve que manter um olho fechado enquanto a peça do "olho caído" estava aplicada. Gillette permaneceu com os olhos fechados por 12 horas seguidas enquanto filmava as cenas finais. Dentes falsos criados por um dentista local foram usados para distorcer o rosto do ator. Muito do conceito básico do design de Fullerton foi removido na terceira parte. Miner queria uma combinação dos visuais criados por Savini e Fullerton, mas conforme o trabalho progredia, o visual começou a se inclinar cada vez mais em direção ao conceito de Savini. Stan Winston foi contratado para criar um projeto para a cabeça de Jason, a qual ficou com os olhos nivelados. No entanto, Doug White, o maquiador da terceira parte, precisava de um olho direito caído. White manteve o design de Winston para a parte de trás da cabeça, pois a equipe não teve tempo de projetar uma cabeça inteiramente nova. O processo de criação do visual de Jason foi um trabalho árduo para White, que teve de fazer alterações constantes no rosto de Richard Brooker, até o último dia de filmagem.
O roteiro do terceiro filme pedia que Jason, que havia aparecido com um saco na cabeça na segunda parte, usasse uma máscara dessa vez. O que ninguém imaginava na época era que a máscara escolhida tornar-se-ia a principal marca do personagem e um ícone altamente reconhecível na cultura popular nos anos seguintes. Durante a produção, Miner pediu uma verificação de iluminação. Nenhum dos integrantes da equipe de efeitos queria aplicar maquiagem para um simples teste como aquele, então decidiram apenas colocar uma máscara em Brooker. O supervisor de efeitos 3D, Martin Jay Sadoff, era fã de hóquei e havia trazido para o set uma sacola de equipamentos usados nesse esporte. Ele pegou uma máscara de goleiro do Detroit Red Wings para o teste. A peça era muito parecida com o protótipo de fibra de vidro criado em 1959 por Jacques Plante, goleiro canadense precursor do uso de máscaras de proteção na National Hockey League. Miner adorou o acessório, mas a máscara era muito pequena. Usando uma substância chamada VacuForm, White alargou o objeto, criando um novo molde. Depois os moldes foram finalizados, Terry Ballard acrescentou-lhes triângulos vermelhos para obter uma aparência única. Orifícios e marcações diferentes foram feitos na máscara, tornando-a diferente daquela de Sadoff. Havia duas peças faciais protésicas criadas para Brooker usar por baixo da máscara. Uma delas era composta por aproximadamente 11 estruturas diferentes e levava cerca de seis horas para ser aplicada no rosto do ator, sendo usada nas cenas com a máscara removida. Para as cenas nas quais Jason está mascarado, foi criada uma cabeça protésica simples, de peça única, projetada para deslizar sobre a cabeça do ator, expondo seu rosto, mas não o restante de sua cabeça.
Savini concordou em retornar como maquiador em The Final Chapter por considerar que deveria ser o único a completar o ciclo em termos da aparência de Jason de criança para homem; por ter criado o personagem, Savini agora desejava finalmente "matá-lo". Ele reutilizou seu projeto do filme original, com a mesma prática de aplicação empregada antes, mas moldada a partir do rosto de Ted White. Como Jason não é o verdadeiro assassino em A New Beginning, não foi necessário nenhum design importante para seu visual. Foi necessário apenas uma máscara para cobrir o topo e a parte de trás da cabeça, como a que Brooker usava quando aparecia mascarado. O maquaidor Luiz Lazarra, que cita A New Beginning quase como uma sequência direta de The Final Chapter, baseou sua máscara no visual criado por Savini para esse filme.
Friday the 13th Part VII: The New Blood procurou tornar Jason um "monstro clássico nos moldes de Frankenstein". Desde o início, Buechler tentou combinar os visuais dos filmes passados, fazendo com que a aparência de Jason refletisse os danos que ele sofreu nas sequências anteriores. Buechler queria mostrar em sua versão de Jason o resultado dos danos causados pelo barco motorizado de Jason Lives e dos cortes de machado e facão recebidos pelo vilão na terceira e quarta partes. Como Jason havia ficado submerso na água no filme anterior, a equipe de efeitos queria que Jason parecesse "podre", com costelas e outros ossos à mostra, e que as características do personagem parecessem mais definidas. Howard Berger inspirou-se no design de Fullerton para The New Blood e queria incorporar o conceito de carne exposta em seu modelo para Jason Goes to Hell. A pele de Jason foi projetada por Berger de modo a se sobrepor à máscara, para fazer parecer que a pele e a máscara se fundiram e esta última não poderia mais ser removida. Gregory Nicotero e Berger esculpiram um terno de látex e espuma de corpo inteiro para Hodder usar por baixo do traje principal. A ideia era revelar o máximo possível da pele de Jason, pois Nicotero e Berger sabiam que o personagem não seria visto fisicamente na maior parte do filme.

Os desenhos conceituais originais do Über-Jason, criados pelo artista de maquiagem Stephan Dupuis, levaram meses para serem feitos. Ele esculpiu uma versão do novo design em pequena escala para mostrar aos cineastas, antes de finalmente adaptá-lo a Hodder.

O artista de maquiagem Stephan Dupuis, vencedor do Oscar por The Fly (1986), reformulou Jason para o décimo longa-metragem da franquia. Um conceito trazido para o filme foi a capacidade regenerativa do antagonista. Dupuis adicionou-lhe mais cabelo e aparência de carne natural para ilustrar a constante regeneração pela qual Jason passa; Dupuis queria um design mais "gótico", então acrescentou correntes e grilhões e tornou a máscara de hóquei mais angular. Jim Isaac e o restante de sua equipe queriam criar um Jason inteiramente novo em algum ponto do filme. A ideia era que os adolescentes destruíssem completamente o corpo do vilão, permitindo que a tecnologia futurística o trouxesse de volta à vida. A nova versão do personagem, chamada Über-Jason, foi projetada para ter pedaços de metal crescendo de seu corpo, unidos por estruturas em forma de gavinhas que cresciam no metal, todas atravessando um terno de couro. O metal foi criado a partir do VacuForm, o mesmo material usado para aumentar o tamanho da máscara de hóquei original, sendo anexadas com Velcro. As gavinhas eram feitas de silicone. Todas as peças foram confeccionadas em um terno, incluindo uma peça de cabeça inteira, que Hodder usava. A equipe de efeitos de maquiagem acrescentou zíperes ao longo da lateral do traje, o que permitia a Hodder entrar e sair do traje em aproximadamente 15 minutos.
Quando Freddy vs. Jason entrou em produção, a franquia já contava com dez filmes. O artista de efeitos de maquiagem Bill Terezakis queria colocar sua própria marca no visual do vilão: ele queria que Jason ficasse menos podre e decomposto e mais definido, para que o público pudesse ver um novo Jason, mas ainda assim reconhecesse o rosto. Terezakis tentou manter a continuidade com os filmes anteriores, mas reconheceu que, se os tivesse seguido à risca, "Jason teria sido reduzido a uma pilha de gosma". Ronny Yu queria que tudo em torno da máscara de hóquei funcionasse como um quadro, tornando a máscara o ponto focal de cada tomada. Para conseguir isso, Terezakis criou um "visual de sangue empoçado" para o personagem pintando a pele de preto, baseado na ideia de que o sangue havia acumulado na parte de trás de sua cabeça porque ele estava deitado de costas há muito tempo. Assim como outros maquiadores anteriores, Terezakis seguiu o projeto original do crânio criado por Savini e aplicou efeitos de envelhecimento na peça.
Para a versão de 2009 de Friday the 13th, o artista de efeitos Scott Stoddard se inspirou no visual criado por Fullerton de Friday the 13th Part 2 e no trabalho de Savini em Friday the 13th: The Final Chapter. Stoddard queria ter certeza de que Jason parecia humano e não como um monstro. A visão de Stoddard de Jason incluiu perda de cabelo, erupções cutâneas e as deformidades tradicionais em seu rosto, mas ele tentou modelar o visual de Jason de uma forma que permitiria que um lado mais humano fosse visto. Stoddard se inspirou no terceiro e quarto filmes ao projetar a máscara de hóquei. O maquiador conseguiu adquirir um conjunto de peças originais, que estudou e posteriormente esculpiu. Embora ele tivesse um modelo de uma das máscaras originais, Stoddard não queria replicá-lo em sua totalidade. Ele explicou: "Eu não queria pegar algo que já existia, havia coisas que achei ótimas e outras que eu queria mudar um pouco. Personalizei, mas mantive todos os designs fundamentais. Especialmente as cicatrizes na testa e nas bochechas. Envelheci-as um pouco, quebrei-as". No final, Stoddard criou seis versões da máscara, cada uma representando diferentes graus de desgaste.

## Características

### Personalidade
Em sua aparição original, Jason Voorhees foi roteirizado como um menino com deficiência mental. Desde Friday the 13th Part 2, ele é descrito como um assassino em massa não-verbal, indestrutível, empunhando um facão. Uma de suas principais características é ser completamente silencioso ao longo da série de filmes. Em alguns momentos, houve exceções a isso, como na terceira parte, quando ele grunhe de dor várias vezes ao ser esfaqueado na mão e acima do joelho pela final girl Chris, flashbacks de Jason quando criança no filme original, uma breve cena em Jason Takes Manhattan que o mostra a gritar "Mamãe, por favor, não me deixe afogar!" na voz de uma criança antes de ser submerso em lixo tóxico, e em Jason Goes to Hell, no qual seu espírito possui outros indivíduos. Andrew O'Hehir, da revista eletrônica Salon, descreve Jason como um "quadro em branco silencioso e inexpressivo". Ao discutir sobre o aspecto psicológico de Jason, Cunningham disse: "...ele não tem personalidade. É como um tubarão-branco. Você não pode realmente derrotá-lo. Tudo o que você pode esperar é sobreviver".
Enquanto Jason passava por algumas mudanças de caracterização no filme de 2009, seu intérprete Derek Mears o comparou a uma combinação de John Rambo, Tarzan e o Abominável Homem das Neves de Looney Tunes. O ator acreditava que essa nova versão de Jason era semelhante a Rambo por sua capacidade de tramar e criar armadilhas para os outros personagens. Assim como Rambo, ele também é mais calculista por sentir que foi injustiçado e que suas ações seriam uma reação a isso; tais fatores tornariam o vilão mais simpático na ocasião. Apesar disso, os produtores Andrew Form e Brad Fuller afirmaram que não tinham a intenção de tornar Jason mais agradável para o público. Fuller explicou: "Não queremos que ele seja simpático. Jason não é um personagem cômico, ele não é simpático. Ele é uma máquina de matar. Pura e simples".

### Habilidades e poderes
Nos quatro primeiros filmes, Jason é frequentemente caracterizado como um humano sem traços explicitamente sobrenaturais, embora seja excepcionalmente forte e durável. Além disso, é muito inteligente, apesar da hidrocefalia e dos problemas mentais com as quais foi diagnosticado na infância. Seu senso tático o permite planejar estrategicamente cada uma de suas capturas. Ele prepara armadilhas para suas vítimas e chega a organizar cadáveres para usá-los como bloqueios. Possui um aguçado senso de direção, conseguindo escapar facilmente da detecção de outras pessoas. Mesmo de longas distâncias, pode encontrar o caminho de volta para Crystal Lake, assim como consegue ir a outros lugares sem dificuldade. As habilidades excepcionais da "versão humana" de Jason são ainda mais acentuadas na refilmagem de 2009.

Ele é um rolo compressor. Continua sempre vindo. Não importa o que se jogue nele, ele encontra uma maneira de voltar. Chegamos a usar 300 projéteis nele. Não importa o que aconteça. Ele sempre estará lá.

— Sean S. Cunningham, sobre a invencibilidade do personagem.
Desde Friday the 13th Part VI: Jason Lives, o personagem tornou-se "virtualmente indestrutível". O diretor Tom McLoughlin considerava tolice a ideia de Jason ser apenas mais um sujeito mascarado que mata pessoas desenfreadamente, mas que é "surrado é derrubado pela heroína no final". Ele queria torná-lo um "monstro formidável e imparável". Ressuscitado dos mortos, o vilão passou a ter como ponto fraco as águas de Crystal Lake, ficando indefeso se aprisionado no fundo do lago; inspirado pela tradição dos vampiros, o cineasta decidiu que Jason havia de fato se afogado quando criança, e que seria possível imobilizá-lo devolvendo-o ao seu lugar de descanso. Essa fraqueza seria reapresentada em The New Blood e a ideia do afogamento foi assumida como um elemento central da trama em Jason Takes Manhattan. Ainda assim, ele é um ótimo nadador no pós-morte, capaz de nadar a velocidades inumanas para alcançar suas vítimas, sem ser restringido pela resistência da água.
Em Jason Goes to Hell, o diretor Adam Marcus decidiu incluir uma cópia do livro Necronomicon, da franquia Evil Dead, na casa dos Voorhees, como forma de insinuar que Jason era, na verdade, um "Deadite", um tipo de ser demoníaco dessa série. A intenção era sugerir que Pamela usou o livro para ressuscitar o filho após o afogamento, o que resultou nos poderes sobrenaturais dele: "É por isso que Jason não é Jason. Ele é Jason mais The Evil Dead [...] Isso, para mim, é muito mais interessante como um mashup e [Sam] Raimi adorou! Eu não podia contar à New Line meu plano de incluir The Evil Dead, pois ela não é dona [da franquia]. Então tinha que ser um Easter egg e me concentrei nisso. É absolutamente canônico". Em Jason X, o vilão torna-se o super-ciborgue Über-Jason, apresentado como uma versão ainda mais indestrutível que o modelo antigo; contudo, ele morre ao ser arrastado para o espaço sideral. Scott Meslow, da GQ, comentou que este filme "situa-se em um futuro tão distante que basicamente não há chance de vermos um Friday the 13th que se passe [cronologicamente] depois dele. Para todos os efeitos práticos, Jason X é a morte definitiva de Jason Voorhees".

### Motivações
Várias explicações já foram apresentadas para a motivação que leva o personagem a matar. Ken Kirzinger referiu-se a Jason como um "filhinho de mamãe psicótico que seguiu um caminho horrivelmente errado [...] muito resistente. Você não pode matá-lo, mas ele sente dor, apenas não como todo mundo sente". O ator acrescenta que Jason é um "psico-savant" e acredita que suas ações são baseadas em agradar a mãe, e não em algo pessoal. O'Hehir declarou: "Os hormônios fluentes agem, é claro, como sais aromáticos para o pudico Jason, aquele sempre vigilante executor dos valores ao estilo de William Bennett". Inspirado pela narrativa original de que Jason se afogou no acampamento enquanto os monitores faziam sexo, Todd Farmer, roteirista de Jason X, escreveu a cena em que o assassino acorda da hibernação criogênica no momento em que dois adolescentes estão transando. Farmer gostou da ideia de mostrar que as ressurreições de Jason podem ser resultado de atos sexuais.
Quaisquer que sejam suas motivações, Hodder acredita que há um limite para as ações do vilão. De acordo com o ator, Jason pode matar violentamente qualquer pessoa que encontrar, mas quando em Jason Takes Manhattan foi solicitado que Hodder chutasse o cachorro da personagem principal, o intérprete recusou, afirmando que, embora Jason não tenha escrúpulos em matar humanos, ele não é tão cruel a ponto de machucar animais. Outro exemplo de Jason Takes Manhattan envolve Jason sendo confrontado por uma gangue de adolescentes de rua, um dos quais o ameaça com uma faca, mas Jason opta por não matá-los e, em vez disso, assusta-os levantando a máscara e mostrando o rosto. Semelhantemente, o diretor Tom McLoughlin não permitiu que Jason machucasse nenhuma das crianças que encontrasse em Jason Lives, afirmando que o assassino seria incapaz de matar crianças, pois elas despertam compaixão no personagem, a qual é decorrente da própria morte dele na infância.
Em um esboço do roteiro de Freddy vs. Jason, decidiu-se que um dos vilões teria sua redenção. O roteirista Ronald D. Moore explicou que seria mais fácil redimir Jason, pois ninguém havia explorado anteriormente a psicologia em torno do personagem. Moore o viu como uma "folha em branco" e considerou-o um personagem pelo qual o público poderia realmente torcer. Outro rascunho, escrito por Mark Protosevich, também aproveitou a ideia de um Jason redimido. No texto, Jason protege uma adolescente grávida chamada Rachel Daniels. Protosevich explicou: "Isso envolve toda a ideia de que existem dois tipos de monstros. Freddy é uma figura do verdadeiro e puro mal e Jason é mais como uma figura de vingança que pune pessoas que ele sente que não merecem viver. No final, os dois se enfrentam e Jason se torna um monstro honrado".
Damian Shannon e Mark Swift, roteiristas da versão final do crossover, descartaram a ideia de heroificar Jason, embora concordassem que Freddy é um vitimizador e Jason, uma vítima. Swift declarou: "Não queríamos tornar Jason menos assustador. Ele ainda é um assassino brutal [...] Nunca quisemos colocá-los em uma situação na qual Jason fosse um herói [...] Ambos são vilões a serem igualmente temidos". Brenna O'Brien, cofundadora do website Fridaythe13thfilms.com, notou qualidades simpáticas no personagem: "[Jason] era uma criança deformada que quase se afogou e então passou o resto da infância crescendo sozinho na floresta. Ele viu sua mãe ser assassinada por uma monitora do acampamento no primeiro Friday the 13th e agora exige sua vingança de qualquer um que retorne ao acampamento Crystal Lake. Fãs adolescentes podem se identificar com essa sensação de rejeição e isolamento, algo que você não obtém de outros assassinos como Freddy Krueger ou Michael Myers".
Em 2005, o Laboratório de Psicologia da Mídia da Universidade do Estado da Califórnia realizou entrevistas com 1 166 pessoas norte-americanas com idades entre 16 e 91 anos para investigar o apelo psicológico dos monstros do cinema. Muitas das características associadas a Jason Voorhees foram atraentes para os participantes. Na pesquisa, Jason foi considerado uma "máquina de matar imparável". Os participantes ficaram impressionados com as "proezas cornucópicas de fatiar e picar um número aparentemente interminável de adolescentes e, ocasionalmente, algum adulto". Dos dez monstros usados na pesquisa – entre os quais vampiros, Freddy Krueger, monstro de Frankenstein, Michael Myers, Godzilla, Chucky, Hannibal Lecter, King Kong e Alien – Jason teve a maior pontuação em todas as categorias envolvendo variáveis relacionadas a morte. Entre as outras características que atraíram os participantes estão a "imortalidade de Jason, seu aparente prazer em matar [e] sua força sobre-humana".

## Produtos derivados

### Brinquedos e colecionáveis
Jason foi comercializado em inúmeros produtos de merchandising ao longo dos anos. Em 1988, a Scream 'Toys produziu um kit com peças para montar cujos compradores podiam construir sua própria estatueta de Jason. O proprietário do kit deveria cortar e pintar várias partes para montar a figura. Seis anos depois, a referida empresa lançou um kit do mesmo tipo baseado em Jason Goes to Hell. Ambos os kits já estão fora de produção. A McFarlane Toys lançou duas linhas de brinquedos, uma em 1998 e a outra em 2002. A primeira era uma figura da versão do vilão em Jason Goes to Hell, e a outra era do Über-Jason de Jason X. Desde a última linha de brinquedos da McFarlane em 2002, tem havido uma produção constante de figuras de ação, bonecos e estatuetas, incluindo tie-ins do filme Freddy vs. Jason (2003). Em abril de 2010, a Sideshow Toys lançou uma estátua de Jason produzida com polystone (polietileno de alta densidade), baseada na versão que apareceu na refilmagem de 2009. NECA e Mezco Toys também lançaram figuras de Jason em sua própria série de figuras de ação.

### Jogos eletrônicos
O personagem apareceu em vários jogos eletrônicos, sendo o primeiro Friday the 13th, lançado para Commodore 64 em 1985. Sua próxima aparição foi em 1989, quando a LJN, uma empresa conhecida por seus jogos baseados em filmes populares das décadas de 1980 e 1990, lançou Friday the 13th para Nintendo Entertainment System. Nesse lançamento, o jogador assumia o controle de um dos seis monitores do acampamento, tentando salvar os demais do ataque de Jason, enquanto lutava contra vários inimigos ao longo da partida. Friday the 13th: The Game, do gênero survival horror, foi publicado em 2017 e permitia que os jogadores controlassem Jason ou os monitores do acampamento em um formato multijogador focado em Jason tentando matá-los antes que pudessem escapar ou tempo acabar. No ano seguinte, foi lançado para telefones celulares e PC o jogo eletrônico de quebra-cabeça Friday the 13th: Killer Puzzle, que coloca o usuário no comando de Jason em diferentes cenários, nos quais é necessário fazer movimentos calculados para alcançar as vítimas. Jason também apareceu em Mortal Kombat X como um personagem bônus do conteúdo para download, bem como em Family Guy: The Quest for Stuff (2014), um jogo para celular derivado da série Family Guy e comemorativo do 30º aniversário do filme Ghostbusters.

## Na cultura popular

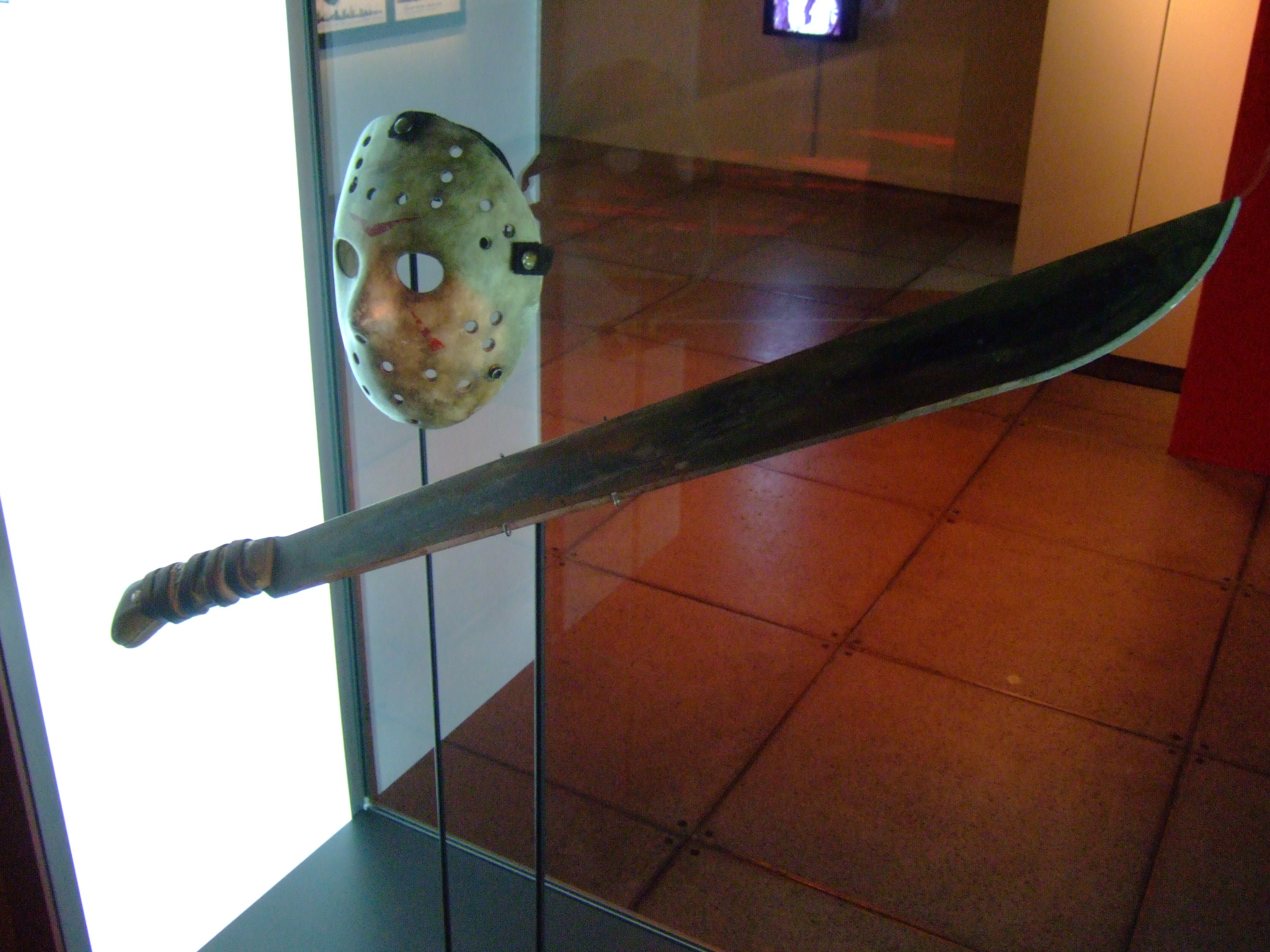
A máscara de hóquei e o facão de Jason em exposição no Museum of Pop Culture em Seattle (2011).

Jason foi referenciado, parodiado ou fez pequenas aparições em vários meios de entretenimento. É um dos principais ícones culturais da cultura popular dos Estados Unidos. Em 1992, ele recebeu o Lifetime Achievement Award da MTV. Foi o primeiro de apenas três personagens completamente fictícios a receber o prêmio; os outros são Godzilla (1996) e Chewbacca (1997). Jason foi o 26º colocado na lista dos "100 maiores vilões de todos os tempos" da Wizard. Em 2012, foi classificado como o segundo melhor vilão de terror no "Top 25" do IGN. Em 2014, a Rolling Stone questionou seus leitores sobre os melhores vilões do gênero e Jason foi o terceiro entre os dez favoritos. O NME o incluiu em 2019 em sua lista dos "dez vilões de horror mais absolutamente assustadores de todos os tempos" e, em 2020, a Cosmopolitan o classificou como o 18º de 34 vilões do gênero com maior potencial de amedrontar. Nesse mesmo ano, a Empire o colocou em 40º lugar em sua lista dos 100 melhores personagens do cinema de terror.
Em 2013, a Paste o listou como o terceiro dos "10 vilões mais icônicos do cinema de horror". O portal Insider o selecionou em 2020 como um dos "22 vilões de horror mais icônicos de sempre", comentando que "depois da estreia de Jason Voorhees em Friday the 13th Part II, as máscaras de hóquei nunca mais foram as mesmas" e se tornaram uma das mais populares fantasias de Dia das Bruxas. A partir de 2011, a máscara, o facão e o figurino completo do personagem usados na refilmagem de 2009 foram exibidos em algumas exposições do Museum of Pop Culture (anteriormente chamado Experience Music Project/Science Fiction Museum and Hall of Fame), em Seattle, Washington. Algumas publicações afirmam que Jason, com sua série de filmes, é provavelmente a figura que reforçou mais amplamente o temor relacionado à superstição da sexta-feira 13 na cultura popular ocidental.

### Cinema, quadrinhos e música
Diversos filmes já referenciaram Jason. O longa britânico Unmasked Part 25 (1988), cujo título satiriza o grande número de episódios em cinesséries slasher como Friday the 13th, apresenta um assassino em série com máscara de hóquei chamado Jackson, que se cansa dos assassinatos rotineiros e se envolve romanticamente com uma jovem. Em Scream (1996), dirigido por Wes Craven, a personagem de Drew Barrymore está sendo perseguida por um assassino que liga para a casa dela. Para sobreviver, a moça deve responder às perguntas triviais do homem sobre filmes de terror. Ele quer saber o nome do assassino de Friday the 13th e ela erroneamente responde Jason, que só se tornou o assassino da série a partir do segundo filme. Essa cena foi inspirada por uma situação da vida real em que o roteirista Kevin Williamson conseguiu uma rodada grátis de bebidas depois que fez essa mesma pergunta para alguns amigos em um bar e ninguém acertou a resposta. Em outro filme de Craven, Cursed (2005), uma escultura de cera de Jason, com o visual de Jason Goes to Hell, pode ser vista em uma cena que se passa em um museu de cera.
Além das fontes literárias baseadas no personagem, Jason apareceu em diversas publicações de histórias em quadrinhos. Foram lançadas várias edições da revista humorística Cracked com paródias de Jason e ele apareceu em duas capas da publicação. A magazine satírica Mad apresentou o personagem em quase uma dúzia de histórias. Ele também apareceu duas vezes nas tirinhas de Mother Goose and Grimm. O antagonista de Usagi Yojimbo, Jei, é baseado em Jason; quando seu nome é pronunciado junto ao título honorífico japonês -san (Jei-san) a inteção é fazer um trocadilho com o primeiro nome do vilão de Friday the 13th.

Capa da coletânea Shady XV, de Eminem, com uma máscara de hóquei estilizada inspirada em Jason.

Muitos artistas musicais fizeram alusões a Jason Voorhees. Com base em sua própria experiência como o intérprete original do jovem Jason no primeiro filme da série, Ari Lehman fundou uma banda chamada First Jason ("Primeiro Jason"), a qual é classificada como horror punk e influenciada pelas sonoridades do Dead Kennedys e do Misfits. Uma das canções da banda é intitulada "Jason is Watching". Em 1986, coincidindo com o lançamento de Jason Lives, Alice Cooper lançou "He's Back (The Man Behind the Mask)", de seu álbum Constrictor. A canção, acompanhada de um videoclipe, foi escrita para "celebrar o grande retorno de Jason" ao cinema, já que ele estivera quase totalmente ausente no filme anterior. O rapper Eminem fez referência a Jason em várias de suas canções. A música "Criminal", do álbum The Marshall Mathers LP, menciona Jason diretamente, enquanto as canções "Amityville" e "Off the Wall" — esta última com a participação do rapper Redman — contêm a trilha sonora da série de filmes ("ki, ki, ki, ma, ma, ma"), composta por Harry Manfredini. Eminem tem como marca de assinatura uma máscara de hóquei inspirada no vilão e já usou o acessório durante os shows; sua coletânea Shady XV (2014) traz a máscara na arte da capa. Outros artistas do hip hop também fizeram referência a Jason, entre eles Tupac Shakur, Dr. Dre, LL Cool J e Insane Clown Posse. Em 1989, o rapper porto-riquenho Vico C lançou uma canção intitulada "Viernes 13", que versava sobre um encontro entre ele e Jason em Porto Rico. A canção tornou-se tão popular na ilha que Vico escreveu uma segunda parte intitulada "Viernes 13, Parte II".

### Programas televisivos
Vários programas de televisão também referenciaram Jason. A telessérie animada em stop motion Robot Chicken, exibida como parte da programação do Adult Swim, apresenta Jason em vários de seus esquetes cômicos. No episódio "Operation: Rich in Spirit", os adolescentes da série Scooby-Doo, que resolvem mistérios, chegam a Camp Crystal Lake para investigar os assassinatos perpetrados por Jason e são mortos um por um, incluindo a morte do próprio Scooby-Doo. Velma Dinkley é a única sobrevivente e, no típico estilo do desenho animado, ela arranca a máscara de Jason para revelar a verdadeira identidade dele: o Velho Phillips. Em "That Hurts Me", Jason reaparece, desta vez como um dos competidores de um "Big Brother dos filmes de terror", ao lado dos assassinos fictícios Michael Myers, Freddy Krueger, Leatherface, Pinhead e Ghostface. Outras participações de Jason no programa incluem um esquete no qual ele é mostrado como um homem normal, escolhendo a melhor roupa e afiando seu facão antes de sair para se divertir em uma típica sexta-feira 13; e outro em que ele e Michael Myers tornam-se amigos inseparáveis.
Na série Family Guy, dois episódios parodiam Jason. Em "It Takes a Village Idiot, and I Married One" (2007), o vilão, usando sua máscara de hóquei, é entrevistado após a reabertura de um lago, enquanto em "Killer Queen" (2012) ele é mostrado com seu filho, Justin. O vilão já apareceu em alguns episódios temáticos do Dia das Bruxas de The Simpsons. Em "Threehouse of Horror V" (1994), ele e outros monstros do cinema de terror interagem com Homer após este enlouquecer pela falta de televisão e cerveja; já em uma piada visual de "Threehouse of Horror IX" (1998), os Simpsons morrem durante os créditos de abertura do desenho, enquanto Jason e Freddy, sentados no sofá, esperam pela chegada deles. Freddy pergunta onde está a família e Jason não se importa com isso. Nessa mesma série, Voorhees ainda aparece no episódio "Stop, or My Dog Will Shoot!" (2007), ao lado de Pinhead, ameaçando Bart em uma sequência de fantasia. No segundo e terceiro episódios da trilogia "Imaginationland" (2007), de South Park, Jason e uma variedade de outros vilões e monstros são habitantes do "lado mau" de Imaginationland, um mundo habitado por personagens fictícios. Esta versão de Jason tem uma voz efeminada e descreve a remoção do globo ocular de Strawberry Shortcake como "super hardcore".

### Em outros meios
Em outras áreas do entretenimento, na arte e até mesmo na moda e no esporte, Jason foi usado como referência ou inspiração. Os parques temáticos da Universal Studios, em colaboração com a New Line Cinema, usaram o personagem durante a edição de 2007 de seu evento Halloween Horror Night. O artista pop experimental Eric Millikin criou em 2013 um grande retrato de Jason Voorhees em mosaico a partir de doces e aranhas ornamentativas do Dia das Bruxas, como parte de sua série "Totally Sweet". No ano seguinte, Jason apareceu brevemente no comercial "The '80s Called", da RadioShack, exibido durante o Super Bowl XLVIII.
A VH1 publicou, em outubro de 2000, um anúncio para sua transmissão da premiação anual da Vogue (Vogue Fashion Awards), que foi intitulado "Friday the 20th" e apresentava a máscara do vilão feita com pedras que imitavam diamantes. A Nike disponibilizou em 2007, sob sua marca de equipamentos para esqueitismo (SB), uma linha de tênis com design inspirado no visual de Jason. O designer de moda Raf Simons reimaginou a máscara de Jason como um sapato de salto pontudo para a Calvin Klein na primavera de 2018. LeBron James, basquetebolista da NBA, lançou em 2015, em parceria com a Nike, uma linha de calçados inspirada na franquia; ele também costuma vestir-se como Jason para o Dia das Bruxas e, em 2018, anunciou o plano de produzir seu próprio filme com o personagem.
Jason passou a ser usado como um tipo de mascote pela torcida do São Paulo Futebol Clube a partir de 2009, como uma alusão entre consecutivas vitórias que levaram o time a liderar a disputa do Campeonato Brasileiro de Futebol e as ressurreições do vilão nos filmes; na época, a diretoria do clube disponibilizou para venda uma camisa com o número 13 e o nome do personagem às costas. Em 2016, o roteirista Victor Miller comentou: "Sou muito orgulhoso por saber que Jason vive nos corações dos fãs de futebol no Brasil. Nunca poderia imaginar isso quando estava escrevendo, em 1979". A Ogilvy Health, uma empresa de saúde de Nova Iorque, usou o personagem em uma campanha de incentivo ao uso de máscaras durante a pandemia de COVID-19; no anúncio, divulgado nas redes sociais em julho de 2020, Jason colocava uma máscara cirúrgica por cima da máscara de hóquei e uma mensagem na tela afirmava que "usar máscara pode ser assustador, mas não usar pode ser mortal".